# Бенджамин Дрю
Бенджамин Елвин Дрю (на английски: Benjamin Alvin Drew) e американски пилот и астронавт на НАСА, участник в два космически полета.

## Образование
Бенджамин Дрю завършва основното си образование в частното католическо училище St. Anthony Catholic School през 1977 г. През 1980 г. завършва колежа Gonzaga College High School във Вашингтон. През 1984 г. завършва Академията на USAF в Колорадо Спрингс, Колорадо с бакалавърски степени по физика и аерокосмическо инженерство. През 1995 г. защитава магистърска степен по аерокосмическа наука в университета Embry Riddle University, Дейтона Бийч, Флорида. През 2006 г. получава магистърска степен по политология от генералщабния колеж на USAF, Монтгомъри, Алабама.

## Военна кариера
Бенджамин Дрю започва военната си кариера в USAF през май 1984 г. През 1985 г. става пилот на военен хеликоптер. Зачислен е в командването по специалните операции на USAF, отначало като пилот на спасителен хеликоптер HH-3E, а по-късно като пилот на боен MH-60G. Взема участие във военните кампании Справедлива кауза, Операция пустинен щит/Пустинна буря и хуманитарна операция в Северен Ирак. През 1993 г. става пилот на самолет. През юни 1994 г. завършва школа за тест пилоти в Мериленд. В кариерата си има над 3000 полетни часа на 30 различни типа хеликоптери и самолети. Напуска USAF през септември 2010 г. след повече от 25 години служба.

## Служба в НАСА
Бенджамин Дрю е избран за астронавт от НАСА на 26 юли 2000 г., Астронавтска група №18. Взема участие в два космически полета. Има в актива си две космически разходки с обща продължителност 12 часа и 48 минути. Специалист на мисията при последния полет на космическата совалка Дискавъри.

## Полети
Бенджамин Дрю лети в космоса като член на екипажа на две мисии:
| Космически полети на Бенджамин Елвин Дрю                         | Космически полети на Бенджамин Елвин Дрю | Космически полети на Бенджамин Елвин Дрю | Космически полети на Бенджамин Елвин Дрю | Космически полети на Бенджамин Елвин Дрю | Космически полети на Бенджамин Елвин Дрю | Космически полети на Бенджамин Елвин Дрю |
| №                                                                | Дата                                     | КК                                       | Емблема на мисията                       | Функции                                  | Продължителност                          |                                          |
| ---------------------------------------------------------------- | ---------------------------------------- | ---------------------------------------- | ---------------------------------------- | ---------------------------------------- | ---------------------------------------- | ---------------------------------------- |
| 1                                                                | 8 август 2007                            | „Индевър“, мисия STS-118                 |                                          | Специалист на мисията                    | 12 денонощия 17 часа 55 мин. 34 сек.     |                                          |
| 2                                                                | 24 февруари 2011                         | „Дискавъри“, мисия STS-133               |                                          | Специалист на мисията                    | 12 денонощия 19 часа 04 мин. 50 сек.     |                                          |
| Сумарно време в космоса – 25 денонощия 13 часа 00 минути 24 сек. |                                          |                                          |                                          |                                          |                                          |                                          |

## Награди
- Медал за похвална служба;
- Въздушен медал;
- Медал за постижения във въздуха;
- Медал за похвала на USAF;
- Медал за постижения на USAF;
- Медал за забележителна служба на USAF;
- Медал за бойна готовност;
- Медал за служба в националната отбрана;
- Медал на експедиционните сили;
- Медал за служба в Югозападна Азия.